# アンドレア・ドーリア (ヘリコプター巡洋艦)
|          |                                                                      |
| 艦歴     |                                                                      |
| 発注     |                                                                      |
| 起工     | 1958年5月11日                                                        |
| 進水     | 1963年2月27日                                                        |
| 就役     | 1964年8月3日                                                         |
| 退役     | 1992年9月30日                                                        |
| その後   | 2001年9月解体終了                                                    |
| 要目     |                                                                      |
| 排水量   | 基準 6,000トン 満載 6,500トン                                        |
| 全長     | 149.3m                                                               |
| 全幅     | 17.2m                                                                |
| 吃水     | 4.9m                                                                 |
| 機関     | 蒸気タービン4缶2基 2軸推進、60,000hp                                 |
| 最大速   | 31ノット                                                             |
| 乗員     | 500名                                                                |
| 兵装     | 62口径76mm単装砲 8門 テリア艦対空ミサイル発射機 1基 短魚雷発射管 6基 |
| 搭載機   | アグスタ204 4機 または アグスタ212 3機                               |
| モットー | Altius tendam                                                        |

アンドレア・ドーリア（Andrea Doria, 553）は、イタリア海軍のアンドレア・ドーリア級ヘリコプター巡洋艦の1番艦。艦名はルネサンス期ジェノヴァ出身の提督であったアンドレア・ドーリアに由来しその名を持った艦は1885年に進水したルッジェーロ・ディ・ラウリア級装甲艦3番艦「アンドレア・ドーリア」から数えて3隻目になる。

## 艦歴
「アンドレア・ドーリア」は、リウーニティ造船リヴァ・トリゴソ造船所で1958年5月11日に起工し、1963年2月27日にドメーニコ・カヴァニャーリ大将（1934年から1940年まで海軍参謀総長であった）の妻であるテレーザ・カヴァニャーリ（Teresa Cavagnari）により命名され進水し、1964年8月3日に就役する。
初代艦長ジュゼッペ・ガルーチ大佐（Giuseppe Galluccio）の指揮の下で「アンドレア・ドーリア」は初の遠洋航海に出る。往路はイタリア～スエズ運河～アデン～カラチ～ジャカルタ～マニラ～高雄～仁川の順に寄港し、最終目的地の東京港には12月5日に入港する。この年は1964年東京オリンピックが開催されており、同年10月7日には国防相と三軍の士官候補生達が靖国神社を参拝していた。復路は東京～清水港～神戸港～呉港～長崎港～香港～バンコク～シンガポール～コーチ～ムンバイ～マッサワの順に寄港し、1965年1月19日にターラント海軍基地に帰港する。
「アンドレア・ドーリア」は当初ラ・スペツィア海軍基地に配備され、海軍本部直轄の指揮艦に指定される。この間に地中海を中心に様々な演習や哨戒任務に従事する。
1976年から1978年にかけてエンジンの交換とミサイル・システムの標準化の改修工事が実施される。1979年にベトナム・ボートピープルに対する人道支援・医療活動任務に就くため、巡洋艦「ヴィットリオ・ヴェネト」、補給艦「ストロンボリ」と共に再び極東に派遣される。1980年6月27日にイタビア航空870便事件発生のため「D550 アルディート」と共にウスティカ島付近にて捜索活動に従事し、同年11月29日にイルピニア地震で被害を受けたナポリに停泊し救援物資を提供する。
その後、「554 カイオ・ドゥイリオ」と配備基地の交代が実行され第2海軍管区司令部が所在するターラント海軍基地に配置転換する。1984年にレバノン内戦での国際連合レバノン暫定駐留軍の支援任務に就く。1986年のリビア爆撃でリビアによる報復活動に対処するためジラソーレ作戦に参加する。
1992年9月30日にタラント海軍工廠第23号バースにて解役式が挙行され、現役間に航海した57,7000海里の全行程を終了する。
2001年3月、ナポリに所在するシモント造船所（Simont）に入渠し、同年9月に解体は終了する。